# Shpongle
Shpongle är en musikgrupp bestående av Simon Posford, också känd som Hallucinogen, samt Raja Ram, från 1200 Micrograms.
Duon är mest kända för att delvis utformat utvecklingen av musikstilen Psybient (även kallat PsyChill), som kombinerar världsmusik med psykedelisk trance och ambient.

## Diskografi

### Studioalbum
- Are You Shpongled? (1998)
- Tales of the Inexpressible (2001)
- Nothing Lasts...But Nothing Is Lost (2005)
- Ineffable Mysteries from Shpongleland (2009)
- Museum of Consciousness (2013)
- Codex VI (2017)

### Remixalbum
- Shpongle Remixed (2003)
- Remixed volume 2 (2005)
- Unreleased Remixes (2008)